# Tureia
Tureia je atol v jihovýchodní části souostroví Tuamotu v rámci Francouzské Polynésie. Nejbližším sousedem je atol Vanavana, ležící přibližně 58 km na západ a také známý atol Mururoa, vzdálený necelých 115 km na jih. Od Tahiti je Tureia vzdálen 1 100 km. Na délku měří 13 km a na šířku 8 km. Má kosodélníkový tvar a po obvodu je téměř zcela uzavřen souvislým pásem souše, přerušeným jen na západní straně několika úzkými průtoky. Voda v laguně je proto slanější než v oceánu.

## Historie
Atol objevil britský kapitán Edward Edwards 19. března 1791 během své pátrací plavby na lodi Bounty se vzbouřenci. Nazval ho „Carysfort“. Po něm atol navštívil i britský mořeplavec Frederick William Beechey 25. ledna 1826.
V roce 1850, když se atol stal francouzským územím, měl 110 obyvatel..
Mezi lety 1966 až 1996 bylo na atolu kvůli jaderným zkouškám na nedalekých atolech Mururoa a Fangataufa umístěno Pacifické experimentální centrum s meteorologickou stanicí. Dnes jsou tyto budovy opuštěné.
V roce 1985 bylo na atolu zřízeno letiště s 900 m asfaltovou dráhou.

## Administrativní členění
Atol je centrem stejnojmenné komunity, do které patří ještě atoly Fangataufa, Mururoa, Vanavana a Tematangi.